# 계수 (고구려)
계수(瀱須, ?~?)는 고구려 신대왕의 아들로 발기와 산상왕의 동생이다.

## 생애
184년(고국천왕 6년) 후한의 군대와 맞서 싸웠으나 패하였다. 197년 첫째형 고국천왕이 후손 없이 죽자 셋째 형 산상왕이 부당하게 왕위를 이었다. 이에 반발한 둘째 형 발기가 후한의 요동태수 공손탁에게서 군사 3만 명을 빌려 고구려를 쳐들어왔다. 계수가 이를 막아내고 발기를 추격하였다. ‘늙은 형을 해칠 수 있겠냐’는 발기의 말에 형제의 정이 떠올라 도저히 해치지 못하고 “연우형이 나라를 넘겨주지 않은 것이 도리에 어긋난다 하여도 순간의 감정으로 자기 나라를 멸하는 것은 무슨 경우입니까. 죽은 후에 조상님을 어찌 뵈려고 하십니까.”라고 답하였다. 발기가 밀려오는 후회와 부끄러움을 이기지 못하고 배천(裴川)으로 달아나 자살하였다. 계수가 슬프게 소리 내어 울며 시체를 거두었다.
산상왕이 슬프고도 기뻐 계수를 안으로 들여 술자리를 베풀고 예로써 대하며 말하였다. “발기는 타국을 끌어들여 우리 나라를 쳤기에 그 죄가 막대하다. 아우께서 이를 막아 죽이지 않고 풀어준 것만으로도 충분한데 그 죽음에 이토록 슬프게 우니 과인이 무도하다는 것인가?” 이에 안색을 고쳐 눈물을 머금고 죽기를 청하며 말하였다. “왕후가 대왕을 옹립했다 해도 대왕께서 이를 거절하지 않은 것은 이미 형제간의 우애가 없었다는 것입니다. 신은 대왕의 미덕을 이루고자 시신을 수습한 것이지 어찌 노여움을 사려 했겠습니까? 대왕께서 악을 잊고 인(仁)으로써 형을 장사지낸다면 누가 대왕을 의롭지 않다 하겠습니까? 신이 말을 마쳤으니 죽더라도 산 것이나 다름없습니다. 관부에 나아가 죄를 받기를 청합니다.” 산상왕이 앞에 앉아 온화한 낯빛으로 “과인이 불초하여 의혹이 없지 않았다. 아우의 말을 들으니 참으로 과오를 알겠다.”며 달래고 서로 맞절하였다. 산상왕이 발기를 왕의 예로 배령(裴嶺)에 장사지냈다. 이후의 삶은 전해지지 않는다.

## 가계
- 부왕 : 신대왕
- 모후 : 미상
  - 형 : 고패의
  - 형 : 고국천왕
  - 형 : 고발기
  - 형 : 산상왕
  - 태자 : 계수

## 고계수가 등장하는 작품
- 《우씨왕후》TVING, 2024년~2024년, 배우:정재광)

## 참고 문헌
- 《삼국사기》16권 고구려본기 제4 산상왕 1년